# Gert Frank
Gert Frank (Hobro, 15 marzo 1956 – 19 gennaio 2019) è stato un pistard e ciclista su strada danese.
Tra i dilettanti fu medaglia di bronzo nella cronometro a squadre su strada ai Giochi olimpici di Montréal 1976. Professionista dal 1977 al 1988, fu attivo soprattutto su pista, vincendo venti Sei giorni e tre titoli europei di americana.

## Palmarès

### Olimpiadi
- 1 medaglia:
  - 1 bronzo (Montréal 1976 nella corsa a cronometro a squadre)